# Colossus
|  | Per a altres significats, vegeu «Colossus (Marvel Comics)». |

Colossus fou una col·lecció d'ordinadors desenvolupada per cripto-analistes britànics des de 1943 fins a 1945 amb l'objectiu d'ajudar en la criptoanàlisi del codi Lorenz. El Colossus feia servir vàlvules termoiòniques per resoldre l'àlgebra de Boole i operacions de càlcul. Colossus va ser d'aquesta manera considerat el primer ordinador programable, electrònic i digital, tot i que va ser programat per mitjà d'interruptors i clavilles i no per un per un ordinador de programa emmagatzemat.
Colossus va ser dissenyat per l'enginyer i investigador de telecomunicacions Tommy Flowers per tal de resoldre el problema plantejat pel matemàtic Max Newman al Government Code and Cypher School (GC&CS) del Bletchley Park. L'ús de la probabilitat d'Alan Turing a la criptoanàlisi va contribuir al seu disseny. De vegades ha sigut declarat erròniament que Turing va dissenyar el Colossus amb l'objectiu de facilitar la criptoanàlisi de l'Enigma. La màquina de Turing que va ajudar a descodificar l'Enigma, va ser el Bombe electromagnètic, no el Colossus.
El prototip, Colossus Mark 1, va ser presentat per estar en funcionament al desembre de 1943 i vas ser operacional el 5 de febrer de 1944. En una versió millorada, el Colossus Mark 2, que feia servir registres de desplaçament per quintiplicar la velocitat de processament, va estar en funcionament per primera vegada el dia 1 de juny de 1944, just a temps pel Desembarcament de Normandia. Deu Colossus van estar en funcionament cap al final de la guerra i un onzè va ser encarregat. L'ús d'aquestes màquines empleat pel Bletchley Park va permetre als països aliats de la Segona Guerra Mundial obtenir prou quantitat d'informació de la intel·ligència militar d'alt nivell mitjançant la intercepció de missatges radiotelegrafiats entre l'Oberkommando der Wehrmacht (OWK) i els seus comandants de l'exèrcit situats arreu de l'Europa envaïda.
La destrucció de les màquines Colossus i els seus documents, com a part de l'esforç per guardar el secret del projecte que es va mantenir durant la dècada de 1970, va privar a molts dels involucrats en el Colossus del crèdit per l'avenç pioner en computació electrònica digital al llarg de la seva vida. Una rèplica en funcionament de l'ordinador Colossus va ser completada l'any 2007 i es troba exposada en exhibició al National Museum of Computing del parc Bletchley.

## Propòsit i orígens
La màquina de Lorenz fou utilitzada pels alemanys per xifrar teletips de les comunicacions d'alt nivell. Contenia 12 rodes amb un total de 501 dents. Per xifrar un missatge amb la màquina de Lorenz, el text pla es combinava amb un flux de BITs clau, en grups de cinc. El flux clau es generava utilitzant les 12 rodes: cinc van ser classificades (pels britànics) com a rodes χ («X»), unes altres cinc com a ψ («Ψ»), i les dues restants com a «rodes motores». Les rodes χ rotaven regularment amb cada lletra que es xifrava, mentre que les rodes ψ rotaven irregularment, controlades per les dues motores.
Bill Tutte, un cripto-analista de Bletchley Park, va descobrir que els fluxos de claus produïts per la màquina mostraven una predisposició a una desviació estadística de l'aleatori, i que aquelles predisposicions podien ser utilitzades per trencar el xifratge i llegir els missatges. Per poder llegir-los, hi havia dues feines a fer: la primera era trencar les rodes (wheel breaking), que consistia a descobrir els patrons de les dents per a totes les rodes. Aquests patrons s'establien una vegada en la màquina de Lorenz i després s'utilitzaven durant un període establert i per un nombre de missatges diferents. La segona feina consistia a establir les rodes (wheel setting), cosa que podia fer-se un cop es coneixien els patrons de les dents. Cada missatge xifrat utilitzat per la màquina de Lorenz es codificava amb una posició inicial de les rodes diferent. El procés d'establir les rodes trobava la posició inicial de les rodes amb un missatge donat. Inicialment, Colossus es va utilitzar per a descobrir la posició inicial de les rodes, però després es va demostrar que la màquina podia ser adaptada també per al procés de trencar les rodes.
Colossus era operat en Newmanry, la secció de Bletchely Park responsable dels mètodes mecànics contra la màquina de Lorenz, liderada pel matemàtic Max Newman.
Colossus es va desenvolupar degut a un projecte anterior que va produir una màquina comparadora opto-mecànica anomenada «Heath Robinson». El problema més gran de la màquina Robinson era la sincronització de dues cintes perforades, una perforada amb el missatge xifrat i l'altra representava els patrons produïts per les rodes de la màquina de Lorenz, però quan s'havia de llegir a una velocitat més alta que 1000 caràcters per segon, donava com a resultat una infinitat de càlculs. Colossus va solucionar el problema gràcies a la reproducció electrònicament d'una de les cintes. L'altra cinta es podia introduir a Colossus a major velocitat i podia ser comptada amb molta més fiabilitat.
Aparentment es van destruir vuit de les deu màquines Colossus de Bletchley Park el 1946, per ordre directa de Winston Churchill. Una més va sobreviure fins als anys cinquanta, i l'última fou desmantellada el 1960 quan tots els diagrames dels seus circuits i dels seus plans foren cremats. Se sap que diversos científics nord-americans van veure funcionar el Colossus en visites secretes a Bletchley Park després de la guerra, però el govern britànic va vetar tota la informació sobre la màquina durant trenta anys. Les raons no van ser només militars, sinó també polítiques, ja que se sap que va haver-hi almenys un bombardeig alemany a una ciutat anglesa que es podia haver evitat gràcies a Colossus, però que es va deixar efectuar per protegir un dels secrets més ben guardats de la Segona Guerra Mundial.

## Disseny i construcció
El Colossus va ser desenvolupat pel "newmanry", la secció encapçalada pel matemàtic Max Newman. El disseny Colossus va sorgir d'un projecte anterior que produeix una màquina de comptar anomenada "Heath Robinson". Els principals problemes amb Heath Robinson eren la lentitud relativa de les parts electromecàniques i la dificultat de sincronitzar dues cintes de paper, una perforada amb el missatge xifrat, i l'altra que representa el flux de clau de la màquina de Lorenz. Aquelles cintes tendien a estirar-se quan s'estaven llegint, a uns 2000 caràcters per segon, el que resultava poc fiable.
Tommy Flowers va ser un enginyer elèctric i cap del grup de commutació a l'Estació d'Investigació de l'oficina de correus en Dollis Hill, que havia estat nomenat MBE el juny de 1943. Abans del seu treball en el Colossus, havia estat involucrat amb GC & CS en Bletchley Park des del febrer de 1941 en un intent de millorar la Bombe que es va utilitzar en la cripto-anàlisi de la màquina alemanya de xifrat Enigma. Alan Turing, que havia estat impressionat pel seu treball en la Bombe, va recomanar a Max Newman en treballar en el Colossus.

## Operació
El Newmanry va ser atès pels cripto-analistes, els operadors de Servei Reial Naval de la Dona (WRNS) - conegut com a "Wrens" - i enginyers que estaven permanentment a la seva disposició per reparar el Colossus. El primer treball en l'operació del Colossus per a un missatge nou era preparar el llaç de cinta de paper. Això realitzava pels operadors Wren que connectaven els dos extrems junts utilitzant Bostic, assegurant-se que no hi havia una longitud 150 caràcter de cinta en blanc entre el final i l'inici del missatge. Amb un punxó especial per a les mans que s'inserien, es realitzava un orifici entre els canals tercer i quart al final de la secció en blanc, i un orifici d'atur entre els canals quart i cinquè al final dels caràcters del missatge. Aquests eren llegits per fotocèl·lules especialment posicionades i s'indicaven al processador quan el missatge estava a punt de començat i quan acabava. Llavors, l'operador roscava la cinta de paper a través de la porta, i al voltant de les politges de la carcassa de llit s'ajustava la tensió. El disseny de la carcassa de llit de dues cintes havia estat portada a terme a partir de Heath Robinson perquè una cinta podia carregar mentre que l'anterior s'executava. Un interruptor en el panell de selecció especificava si estava "a prop" o "lluny" la cinta.
Després de realitzar diverses tasques de reposició i posada a zero, l'operador Wren fixaria els 12 patrons de roda que havien estat determinats pel procés de trencament de la roda i les posicions d'inici per a l'execució actual. Llavors, sota la isntrucció del criptoanalista, que operaria els interruptors dècada "totals presentats" i els interruptors i clavilles per aconseguir l'algoritme desitjat.

## Programació
Howard Campaign, matemàtic i criptoanalista de l'OP-20-G de la Marina dels Estats Units va escriure el següent en un pròleg a Flowers'1983 paper "The Design of Colossus".
El meu punt de vista del Colossus va ser la del criptoanalista-programador. Li vaig ordenar a la màquina que fes certs càlculs i recomptes, i després d'estudiar els resultats, li vaig dir que fes un altre treball. No recordava el resultat anterir, ni podria haver actuat sobre ell si hagés estat capacitada. El Colossus i jo ens alternàvem en una interacció que de vegades aconseguia una anàlisi d'un sistema de xifrat alemany inusual, anomenat "Geheimschreiber" i "Fish" per als criptoanalistes.
El Colossus no era un ordinador de programa emmagatzemat. Les dades d'entrada per als cinc processadors paral·lels es llegien de la cinta de paper en missatge en bucle i els generadors de patrons electrònics per a les rodes "chi", la ISP i del motor. El programes per als processadors s'establien i es mantenien en els interruptors i connexions del panell connector. Cada processador podria avaluar en funció de Boole, comptar i mostrar el nombre de vegades que s'obtenia el valor especificat de "fals" (0) o "vertader" (1) per a cada passada de la cinta de missatge.
D'entrada als processadors de dues fonts, s'introduïen els registres de desplaçament de la cinta de lectura i els anells thyraton que emulaven les rodes de la màquina "Tunny". Els caràcters de la cinta de paper s'anomenaven Z i els caràcters de l'emulador "Tunny" feien referència a les lletres gregues que Bill Tutte havia donat quan treballava fora de l'estructura lògica de la màquina. Al tauler de selecció, els interruptors especificats bé Z o bé ΔZ; o Δ o bé Δ es passaven les dades a la presa i el camp "Panell Q". Aquests senyals dels simuladors de roda podrien ser especificats.
El panell Q tenia un grup d'interruptors a la banda esquerra per especificar l'algoritme. Els interruptors en el costat dret seleccionaven el taulell on s'omplia el resultat. El panell de connexions permetia condicions menys especialitzades que havien d'imposar-se. En general, els interruptors del panell Q i el panell de connexions permetia unes cinc mil milions de combinacions diferents de les variables seleccionades.
A tall d'exemple: un conjunt de carreres per una cinta de missatge podria implicar inicialment dues rodes tx, com en l'algoritme 1 + 2 de Tutte. Tal execució de dues rodes s'anomenava "a llarg termini", tenint una mitjana de vuit minuts llevat que el paral·lelisme es va utilitzar per reduir el temps per un factor de cinc. Les execucions posteriors només es podien portar a terme a l'establiment d'una roda txi, donant un curt termini tenint aproximandament dos minuts. Inicialment, després de la llarga carrera inicial, l'elecció del següent algoritme per ser jutjat era especificat pel criptoanalista. L'experiència ha demostrat, però, que els arbres de decisió per a aquest procés iteratiu es podrien produir per l'ús dels operadors Wren en una proporció de casos.

## Procés de desxiframent

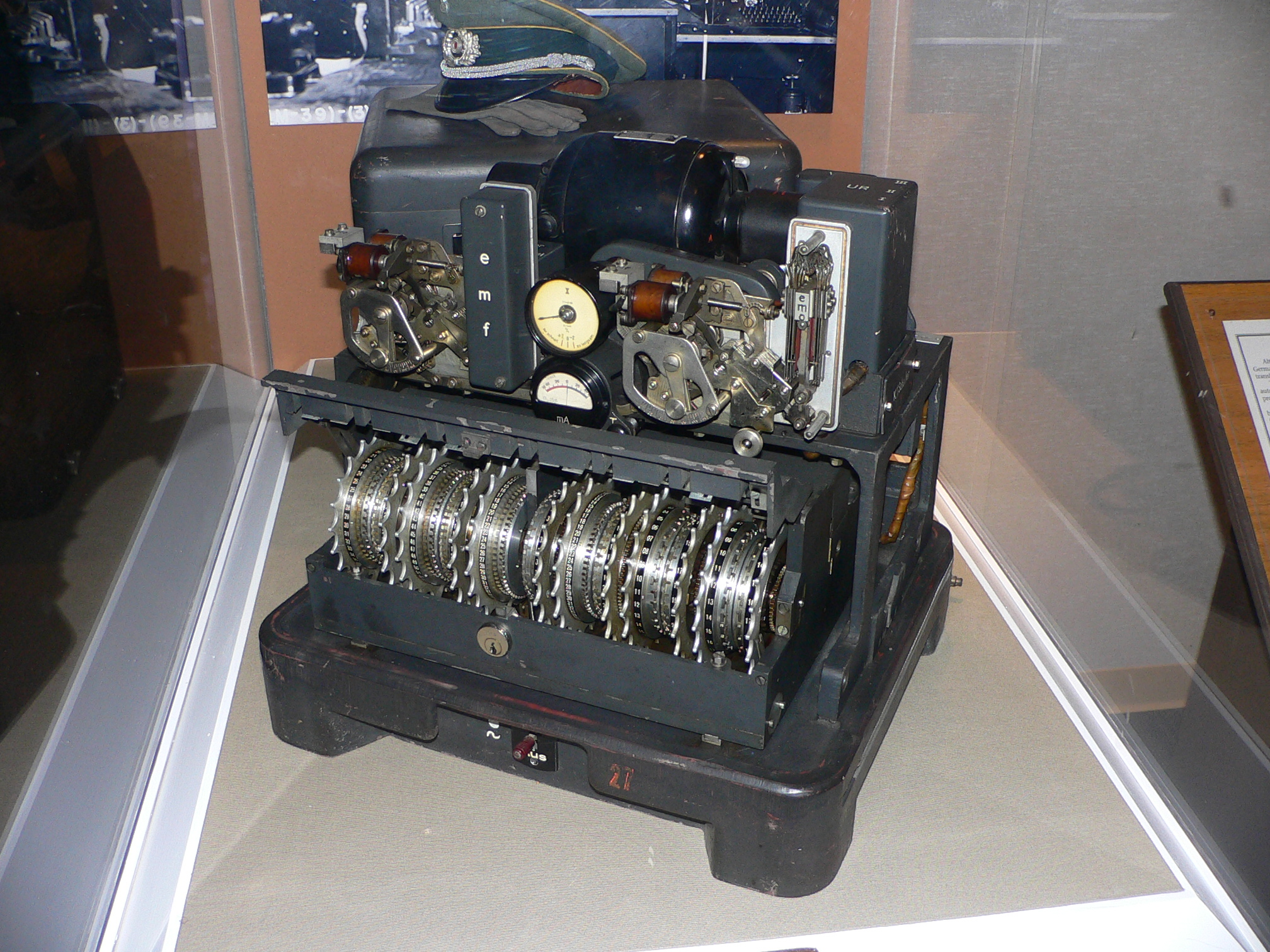
La màquina Lorenz SZ40, Tunny.

De tant en tant, els operadors alemanys utilitzaven la mateixa sèrie d'ajustaments per a dos missatges diferents,cos que se suposava que no s'havia de fer, i, gràcies a això, es va poder descodificar Tunny, ja que la gran complexitat de l'assumpte era que ningú havia vist la màquina, per tant no en coneixien l'estructura. Els criptògrafs havien de fer moltes hipòtesis i suposicions, però si en dos missatges diferents es trobaven el mateix indicador, aleshores els missatges es deia que estaven in depth (a fons) o la circumstancia anomenada depth (fons) llavors sabien que s'havia utilitzat el mateix codi. Amb aquest descobriment, estiu de 1941 la secció de recerca a Bletchley Park va trobar la manera de destruir Tunny.
Abans de l'octubre de 1942, quan es van introduir els llibres QEP, llibres de configuració d’un sol ús que eren enviats als receptors dels missatges perquè poguessin descodificar la clau, l'operador emissor enviava al receptor la posició inicial de les 12 rodes transmetent un grup de 12 lletres sense xifrar. La primera de les 12 donava la posició de la primera psi wheel, les rodes de segon nivell. A Bletchley Park, a aquests grups de lletres els van posar el nom de indicadors dels missatges. A vegades, l'emissor expandia les 12 lletres de l'indicador en 12 noms sense xifrar.
Quan al 30 d'agost de 1941 es van interceptar dos missatges amb el mateix indicador, Bletchley Parrk va sospitar que era un depth. Va resultar que la primera transmissió havia sigut corrompuda per soroll atmosfèric, i, a petició de l'operador receptor, van tornar a enviar el missatge. Si 'emissor hagués enviat el missatge exactament idèntic, l'ús de la mateixa roda d'ajustaments hauria deixat a Bletchley Park sense possibilitats. No obstant, durant la segona transmissió, l'emissor va introduir abreviacions i petits canvis. Així que el depth consistia en dos missatges gairebé idèntics encriptats seguint la mateixa seqüència.
A Bletchley Park van començar a treballar amb la hipòtesi que la màquina havia produït el text xifrat afegint-hi una cadena de codi al text simple. Llavors Tiltman va sumar els dos textos xifrats, perquè, si la hipòtesi era correcta, això tindria l'efecte de cancel·lar la clau.
Tiltman va aconseguir treure els dos textos simples de la cadena (els va costar 10 dies). Havia d'endevinar paraules de cada missatge, però Tiltman era molt bon endeví. Cada vegada que endevinava una paraula d’un missatge, ho afegia a la cadena de caràcters en el lloc correcte, i si la conjectura era correcta, un fragment intel·ligible del segon fragment apareixia. Per exemple, afegint la paraula probable d'aparèixer ‘geheim’ (secret) en els caràcters del 83 al 88 de la cadena, se’ns revela el fragment ‘eratta’. Aquest petit avanç després es va poder estendre cap a la dreta i l'esquerra: més lletres del segon missatge es van poder obtenir endevinant que ‘eratta’ era una part de la paraula ‘militaerattache’ (atac militar), i si aquestes lletres s'afegeixen al seu equivalent a la cadena, més lletres del primer missatge apareixen. Eventualment Tiltman va aconseguir petits trossos dels missatges suficients com per adonar-se que trams llargs de cada missatge eren iguals, i així va ser capaç de desencriptar tot el text.
Afegint el text simple deduït per Tiltman al seu text xifrat corresponent va revelar la seqüència de codi utilitzada per encriptar els missatges. Els 4.000 caràcters de la clau es van passar a Tutte i, el gener de 1942, Tutte va deduir sense ajuda l'estructura fonamental de la màquina Tunny. Es va centrar en només un dels cinc trosso de la cadena de codi, la fila de dalt de tot. Cada un d’aquests trossos eren anomenats un ‘impulse’ (impuls) a Bletchley Park.
Tutte va aconseguir deduir que l’impuls de dalt de tot de la cadena de codi era el resultat de l'adició de dos cadenes de punts i creus. Les dues cadenes eren produïdes per un parell de rodes que va anomenar ‘chi’ i ‘psi’. La chi wheel (roda chi) va determinar que sempre es movia endavant un lloc, de la lletra del text a la següent, i la psi wheel (roda psi) a vegades es movia endavant i a vegades es quedava quieta. Va ser una gesta remarcable de la criptoanàlisi. En aquest moment, la resta de la secció de recerca se li va unir i al cap de poc tota la màquina va quedar al descobert, sense que cap d'ells n'hagués vist mai cap.

### Procés
Mitjançant l'ús de diferenciació i sabent que les rodes psi no van avançar amb tots els caràcters, Tutte va calcular que tractar només dos seccions diferenciades (impulsos) de la ji al corrent en contra del text xifrat diferenciat produiria una estadística que no seria a l'altzar. Això es va conèixer com a Tutte "Roptura 1 + 2". Es tractava de calcular la següent funció booleana:
∆Z1 ⊕ ∆Z₂ ⊕ ∆1 ⊕ ∆₂ = •
i comptant el nombre de vegades que s'ha produït "fals" (zero). Si aquest nombre excedeix un valor llindar per defecte conegut com el "total d'ajust", s'imprimeix. El criptoanalista examinaria la còpia impresa per determinar quina de les posicions d'inici putatiu era més probable que sigui el correcte per als txi-txi-1 i 2 rodes.
Aquesta tècnica podria llavors ser aplicada a altres parells de, o individuals, impulsos per determinar la posició d'inici probable dels cinc rodes txi. A partir d'aquest, el de-txi (D) d'un text xifrat es podria obtenir, de la qual el component psi podria ser eliminat per mètodes manuals. [25] Si la distribució de freqüències dels personatges en la versió de la ji del text xifrat estava dins de certs límits, es va considerar "configuració de la roda" de les rodes txi que s'ha aconseguit, i el missatge ajustos i de-txi es va passar a la "Testery". Aquesta va ser la secció en Bletchley Park dirigit pel Major Ralph Tester, on la major part de la feina desxifrar fet per mètodes manuals i lingüístiques.
Colossus també podria derivar la posició d'inici de les rodes psi i motors, però això no s'ha fet molt fins als últims mesos de la guerra, quan hi havia un munt de Colossus disponibles i el nombre de missatges Tunny havia disminuït.
| P | Text |
| K | Clau – la seqüència de caràcters XOR afegits al text per donar el text xifrat                           |
|   | Component chi de la clau                                                                                |
|   | Component psi de la clau                                                                                |
|   | Psi estès– la seqncia actual dels caràcters afegida per rodes psi, incloent-hi aquelles quan no avancen |
| Z | Text xifrat                                                                                             |
| D | El text xifrat amb el component chi de la clau eliminada                                                |
| Δ | Qualsevol dels XOR afegita amb el caràcter successor o en part                                          |
| ⊕ | La operació XOR                                                                                         |
| • | Parc Bletchley per la telegrafia codi espai (zero)                                                      |
| x | Marca del codi de la taquigrafia del Parc Bletchley (ú)                                                 |

## Figures centrals de l'atac aTunny
El Colossus va ser desenvolupat principalment per Thomas H. Flowers, un enginyer que treballava a la branca telefònica del Serveis de Correus de Londres. Allà va ser pioner en l'ús d'electrònica de gran escala, dissenyant un equipament que contenia més de 3.000 vàlvules electròniques. Va arribar a Bletchley Park per assistir a Turing en l'atac a Enigma, però poc després ja es va involucrar en Tunny.
Max Newman era el cap de la secció encarregada de trencar el codi de Tunny, anomenada Newmanry, era el topòleg principal. Era qui va estar al càrrec del Colossus des de 1943 fins a finals de la guerra. Ell venia de donar classes a Cambridge, va ser professor del propi Turing i es va unir a l'equip de Bletchley Park a finals d’agost de 1942. Després de la Segona Guerra Mundial va fundar el Laboratori de màquines computadores a la Universitat de Manchester.
John Tiltman estava a l'exèrcit però el 1920 el van cridar perquè ajudés al GC & CS, el Government Code and Cypher School (una organització de l'Exèrcit i la Marina per trencar codis dins del GCHQ, el Government Communications Headquarters, creada el 1919, després de la Primera Guerra Mundial).Com que va tenir èxit instantàniament com a trencador de codis, no va tornar mai als seus deures ordinaris de l'exèrcit. Des de 1933 cap endavant va fer una sèrie de grans descobriments contra els codis militars xifrats dels japonesos i a inicis de la guerra, també va trencar uns quants xifrats alemanys, entre els quals hi havia els doble sistema Playfair de l'exèrcit (un sistema manual d’encriptació que generalment s'utilitzava per transmetre missatges importants però no crítics), i la versió de l’Enigma que utilitzaven les autoritats del ferrocarril. El 1941 Tiltman va fer el primer descobriment important sobre Tunny. El 1944 va ser ascendit i va acabar sent el cap de GC & CS i la GCHQ. Un cop es va jubilar, es va unir a la National Security Agency, l’Agència Nacional de Seguretat.

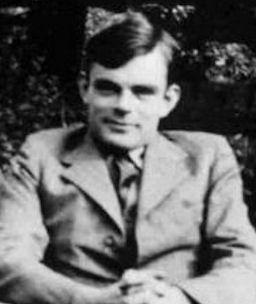
Alan Turing, desencriptador d'Enigma, creador de la Bomba i participant en la creació del Colossus.

Alan Turing era un informàtic teòric, matemàtic, criptoanalista i lògic. A l'edat de 22 anys, el 1935, va ser escollit com a membre de King’s College a Cambridge, un dels col·legis de la universitat. Durant els primers anys de la guerra, Turing va trencar el codi naval dels alemanys, Enigma, i va produir el disseny lògic de la Bomba, una màquina electromecànica que trencava els codis nous, que Enigma generava cada dia. A la base de Bletchley Park hi havia centenars de Bombes que es dedicaven a atacar Enigma cada dia. Turing es va unir a l’attac a Tunny durant un poc temps el 1942, contribuint amb un mètode criptoanalític que va ser fonamental conegut com a Turingery. El 1945, inspirant-se en el Colossus, Turing va dissenyar un ordinador digital electrònic amb programes emmagatzemats, el Authomatic Computing Engine (ACE). Amb aquest aparell, Turing va ser pioner en la descoberta de la Intel·ligència Artificial. També va ser pioner en la disciplina de la vida artificial, utilitzant l’ordinador Ferranti Mark I de la Universitat de Manchester per modela creixement biològic.
William Tutte es va especialitzar en química a Trinity Colledge, Cambridge però de seguida es va sentir atret per les matemàtiques. A principis de 1941 va ser recrutat a Bletchley Park, unint-se a la secció de recerca. Primer va treballar amb la màquina de xifrar Hagelin, la C-37 específicament, construïda per la marina francesa i utilitzada per aquesta i les cooperacions franceses i angleses. Després, l'octubre de 1941, es va passar a Tunny. La feina que Tutte va fer, incloent-hi la deducció del 'estructura de la màquina Tunny, pot ser comparada en importància a la feina que Turing va fer amb Enigma. En acabar la guerra, se li va donar una beca de recerca en matemàtiques a Trinity College, amb la qual va descobrir la teoria de grafs.

## Conceptes erronis sobre el Colossus
Un dels errors més comuns de la literatura derivada és que Colossus va ser utilitzat contra Enigma. De fet, hi ha moltes històries sorprenents sobre el Colossus en els llibres d’història. Georges Ifrah, un autor i historiador francès de les matemàtiques, fins i tot va dir que el Colossus produïa text sense xifrar en anglès del text xifrat en alemany. Com ja s'ha explicat, el resultat del Colossus era una sèrie de ordres que indicaven la posició correcta de les rodes d’ajustament (o, més tard, el patró de les rodes). Ni tan sols el de-chi, les propietats estadístiques del text xifrat parcialment despullat, era produït pel mateix Colossus, no cal ni parlar del text sense xifrar— i certament no hi havia instal·lacions per fer una traducció automàtica de l’alemany a l’anglès.
Un gran error fa referència a la propietat de la idea per Colossus. Molts identifiquen a Turing com la figura clau del disseny del Colossus. En un article biogràfic sobre Turing, l’historiador de la informàtica J. A. N. Lee va dir que “la influència de Turing en el desenvolupament del Colossus és reconeguda”, i en un article sobre Flowers, Lee es va referir al Colossus com “la màquina criptó-analítica dissenyada per Alan Turing i altres”. Fins i tot un llibre a la venta al Museu de Bletchley Park diu que als laboratoris de Bletchley Park “Turing va treballar...en el que avui en dia coneixem com a recerca informàtica” fet que va portar al “primer ordinador programable i electrònic del món, el Colossus”.
La idea que l’interès de Turing en l'electrònica va contribuir en la inspiració pel Colossus és molt comuna. Aquesta afirmació és exposada en exhibicions sobre descodificació en museus importants; i en els Annals de la Història de la Computació Lee i Holtzman diuen que Turing “va concebre a partir de la construcció i ús d’aparells electrònics d’alta velocitat; i aquestes idees van ser implementades a les màquines Colossus”. Tot i així, l’informe general de 1945 sobre Tunny deixa les coses clares: “el Colossus va ser idea completament del Sr. Flowers”. Al 1943 l'electrònica havia sigut la passió de Flowers durant més d’una dècada i no va necessitar cap ajuda de Turing. A més a més, aquest últim estava als Estats Units durant el període crític dels inicis de 1943 quan Flowers va proposar la seva idea a Newman i va elaborar el disseny del Colossus en paper. Flowers va emfatitzar en una entrevista que Turing “no va fer cap contribució” en el disseny del Colossus. Va dir: “Jo vaig inventar el Colossus. Ningú més estava capacitat per fer-ho”.

## Després de la guerra
Si Flowers hagués patentat les invencions que va fer per contribuir en l’assalt a Tunny, probablement s'hauria convertit en un home molt ric. En la realitat, els costos personals pels quals va passar en el transcurs de la construcció del Colossus van deixar el seu compte del banc sobregirat al final de la guerra. A Newman li van oferir un OBE, un Ordre de l’Imperi Britànic, per la seva contribució en la derrota d’Alemanya, però el va rebutjar, remarcant als seus ex-col·legues de Bletchley Park que ell considerava la oferta irrisòria. Tutte no va rebre cap reconeixement públic pel seu treball vital. Turing sí que va acceptar un OBE, que guardava a la seva caixa d’eines.

Al final de les hostilitats, es van rebre ordres de Churchill de trencar el Colossus, i tots els involucrats amb la màquina i el desxiframent de Tunny van ser silenciats per l'Official Secrets Act, una legislació utilitzada al Regne Unit i a altres països que van pertànyer a l’Imperi Britànic que proveeix protecció as secrets d’estat i a la informació oficial, generalment relacionat amb la seguretat nacional. L'existència del Colossus havia de ser classificada indefinidament. Flowers va descriure les seves reaccions:
"Quan en acabar la guerra em van dir que el secret del Colossus s'havia de mantenir indefinidament, naturalment vaig estar decebut. No tenia cap dubte, un cop ja havia triomfat, que el Colossus era un descobriment històric, i aquesta publicació hauria col·locat el meu nom en cercles de científics i enginyers —una convicció confirmada per l’acollida pactada a ENIAC, l'equivalent americà fet públic un cop va acabar la guerra. Vaig haver de suportar totes les ovacions que se li van donar en aquella empresa sense ser capaç de revelar que jo ho havia anticipat. El que vaig perdre en prestigi personal i els beneficis que comunament s'acumulen en aquestes circumstàncies, ara només poden ser imaginades. Però en el moment, vaig acceptar la situació filosòficament i, amb l'eufòria de que havíem guanyat la guerra, vaig perdre tota preocupació de que podia passar en el futur".
L’ENIAC, encarregat per l'exèrcit nord-americà el 1943, va ser dissenyat per calcular trajectòries de projectils d’artilleria. Tot i que no va estar operacional fins al final de 1945 —dos anys després que funcionés el Colossus per primer cop—l’ENIAC és normalment descrit com el primer ordinador electrònic digital. La visió que Flowers va tenir de l’ENIAC era que simplement un descodificador de nombres —el Colossus, amb les seves instal·lacions més elaborades per operacions lògiques, era “molt més un ordinador que no pas l’ENIAC”.
La Newmanry va passar a domini públic al final de la guerra per convertir-se, com l’ENIAC, el múscul electrònic d’una instal·lació per a la recerca científica. Els enginyers de la Newmanry ràpidament van adaptar l'equipament per a aplicacions de temps de pau. Churchill va manar fer destruir el Colossus, cosa que va ser un terrible cop a la cara de la ciència i de la indústria britànica.
L’abril de 1946 les operacions de desencriptació de codis es van traslladar des de Bletchley Park fins a uns edificis a Eastcote, al Londres suburbà. En el moment del trasllat, l’antic nom de l'organització ‘Government Code and Cypher School’ va ser formalment canviat a ‘Government Communication Headquarters’ (GCHQ). Sis anys més tard hi va haver un altre trasllat, i entre 1952 i 1954 el GCHQ van enviar el seu personal i el seu equipament, incloent-hi la maquinària de desencriptació, lluny de l’àrea de Londres a un lloc més gran a Cheltenham. Algunes de les màquines van sobreviure a la dissolució de Newmanry. Dos dels Colossus van traslladar-se de Bletchley Park a Eastcode i després a Cheltenham. Van anar acompanyats de dues repliques de la màquina Tunny, manufacturades a Dollis Hill. Un dels Colossus, conegut als GCHQ com a ‘Colossus Blue’ va ser desmantellat el 1959 després de 14 anys de servei en temps de pau. Es creu que el Colossus que quedava va deixar de funcionar el 1960.

Durant els seus anys posteriors els dos Colossus van ser extensivament utilitzats per entrenament. Els detalls de en què van treballar prior a això segueixen classificats. Hi ha una pista de la importància d’aquest nou rol dels supervivents de la Newmanry en una carta escrita per Jack Good:
"He sentit que Churchill ha demanat que tots els Colossus es destrueixin després de la guerra, però el GCHQ ha decidit de quedar-se com a mínim amb un d’ells. Conec aquest un perquè l’he utilitzava jo mateix. Aquesta va ser la primera vegada que va ser utilitzat després de la guerra. El vaig utilitzar per un propòsit pel qual la NSA [Nacional Security Agency] estava planejant de construir una nova màquina amb un nou propòsit. Quan vaig mostrar que la feina es podia dur a terme en el Colossus, la NSA va decidir no continuar amb el seu pla. Presumptament, aquesta és una raó per la qual estic encara considerat amb respecte dins de la NSA. Glode em va dir que un amic seu que visitava la NSA li va explicar que “em veuen com Déu” allà".

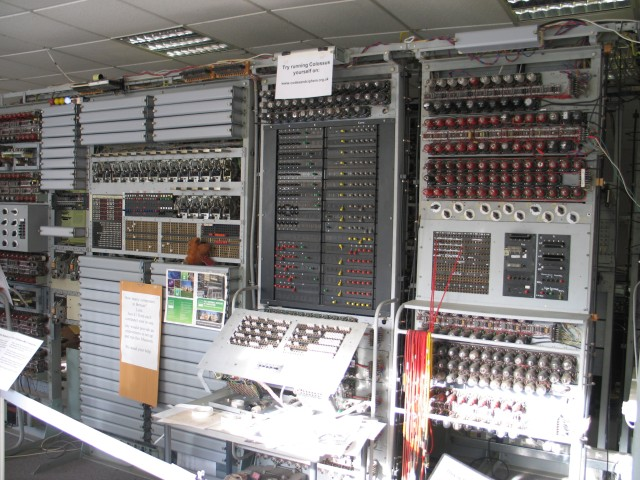
Reconstrucció del Colossus a Bletchley Park.

Després dels espectaculars èxits de Bletchley contra les màquines alemanyes, el GCHQ estava, naturalment, reticent a utilitzar màquines codificadores generadores de claus per protegir el tràfic dipl'lomàtic britànic d’alt nivell. En canvi, el GCHQ es va decidir pel bloc d’un sol ús. L'emissor i el receptor rebien la mateixa clau, que és aleatòria, de la mateixa llargada del text i només s'utilitza una vegada. Això fa que sigui irrompible, per tant, molt segura. La desavantatge és que cal un sistema complex i molt segur per distribuir les claus. És molt segur que el GCHQ inicialment va subestimar les dificultats de la distribució de la clau.
Els Colossus del GCHQ van assistir en la producció del bloc d’un sol ús. Enginyers de l’antiga Newmanry van utilitzar alguns dels circuits de Flowers del Colossus per construir el generador de soroll aleatori, capaç de produir caràcters de teletip aleatoris en una cinta perforada. Aquest aparell, el nom en codi del qual era ‘Donald Duck’, explotava la manera aleatòria en que electrons són emesos des d’un càtode calent. Les cintes produïdes per ‘Donad Duck’ eren blocs d’un sol ús potencials. Les cintes eren revisades pel Colossus i les que no eren ben aleatòries, eren eliminades. Les màquines de còpia de cintes a l'estil de la Newmanry van ser utilitzades per fer còpies de cintes que havien passat les proves, i aquestes eren entregades als clients del GCHQ.
Probablement els Colossus van tenir aplicacions addicionals després de la guerra. Potser van ser utilitzats per fer recomptes de caràcters del trànsit xifrat de l'enemic, buscant per característiques que podien donar als criptó-analistes una adquisició. Potser els Colossus del GCHQ fins i tot van ser utilitzats contra de màquines Tunny alemanyes recondicionades. Els exèrcits invasors britànics van capturar moltes Tunnys durant les últimes fases de la guerra.
Fins als 70, molt pocs sabien que la computació electrònica s'havia utilitzat exitosament durant la Segona Guerra Mundial. El 1975, el govern britànic va fer públiques un conjunt de fotografies dels Colossus. Cap a 1983, Flowers va rebre permís per publicar un informe del maquinari del primer Colossus. Els detalls dels Colossus posteriors encara es mantenen en secret. Però tota la informació sobre com la maquinària de computació de Flowers va ser utilitzada per trencar codis no es va poder publicar. Ves autoritats britàniques van dir a Flowers que ‘la descripció tècnica de les màquines com el Colossus' es podia donar a conèixer, però no podia revelar cap informació sobre ‘les funcions que van realitzar’. També se li va permetre descriure alguns aspectes de Tunny, però hi havia una prohibició general de dir res amb relació a ‘les febleses que ens van portar a l’èxit’. De fet, un censor clandestí va objectar algunes parts de l’informe que Flowers va escriure, al qual se li va ordenar que les retirés abans de la publicació.
Aquests assumptes van quedar ocults fins a 1996, quan el govern nord-americà va desclassificar uns documents de l’època de guerra que descrivien les funcions del Colossus. Aquests havien sigut enviats a Washington durant la guerra per oficials americans d’enllaç estacionats a Bletchley Park. Tot i així, el document més important va romandre classificat: l’Informe General de 500 pàgines sobre Tunny escrit a Bletchley Park per Jack Good, Donald Michie i Geoffrey Timms. Gràcies sobretot a les campanyes sense descans de Michie, l’informe va ser desclassificat pel govern britànic el juny de l’any 2000, acabant d’una vegada per totes amb els secrets.

## El Colossus i l'ordinador modern
Com tothom que pot operar un ordinador personal sap, la manera de fer que la màquina faci la tasca que tu vulguis que faci és obrint el programa apropiat de la memòria de l’ordinador. Però no va ser sempre tan simple. El Colossus no guardava programes a la seva memòria. Per preparar el Colossus per una altra tasca, era necessari modificar a mà algun dels cablejats de la màquina, utilitzant endolls i interruptors. L’ENIAC més gran també es programava reordenant cables i ajustant interruptors. El procés era un malson: els operadors de l’ENIAC podien trigar tres setmanes per ajustar i depurar el programa. El Colossus, l’ENIAC i similars s'anomenen ordinadors de control de programes, per diferenciar-los dels moderns ordinadors arxivadors de programes.
Aquest principi bàsic de l’ordinador modern, que és controlar les operacions de la màquina a través d’un programa amb instruccions amb codi arxivat dins de la memòria de l’ordinador, va ser pensat per Turing l’any 1936. En el moment, Turing era un estudiant tímid i excèntric de la Universitat de Cambridge. La seva ‘màquina computadors universal’, com ell l’anomenava —poc després va ser coneguda simplement pel nom de màquina universal de Turing— va emergir de la recerca: Turing estava treballant en un problema de lògica matemàtica, l’anomenat ‘problema de decisió’, una qüestió en un sistema formal amb una resposta de sí o no, sobre els quals havia après de les classes donades per Newman; en el transcurs del seu atac al problema, Turing va pensar en una màquina abstracta de computació digital que pogués computar ‘tots els nombres que poguessin ser considerats naturalment com a calculables'.
La màquina universal de Turing consisteix en una memòria il·limitada en la qual tant les dades com les instruccions es poguessin guardar en una forma encriptada simbòlica, i un escàner que es mou d’una banda a l’altra de la memòria, símbol per símbol, llegint tot el que troba i escrivint símbols addicionals. Introduint els diferents programes a la memòria, la màquina es podria fer que pogués solucionar qualsevol tasca algorítmica. Per això és que Turing va anomenar a la màquina universal.
La idea fabulosa de Turing era només això: una única màquina d’estructura fixa que, utilitzant instruccions codificades i guardades a la seva memòria, es pogués canviar a si mateixa, com un camaleó, d’una màquina dedicada a fer una tasca concreta a una altra màquina dedicada a fer una altra tasca completament diferent —per exemple, de calculadora a processador de text. Avui en dia, quan molta gent té la realització física de la màquina universal de Turing a casa seva, la idea d’una màquina computadora que només pot fer una sola acció pot semblar molt obsoleta, però el 1936, quan els enginyers pensaven en termes de construcció de màquines diferents per a propòsits diferents, el concepte d’un ordinador universal amb programes arxivats era revolucionari.
El 1936, la màquina universal de Turing existia només com una idea. Ja des del principi Turing estava interessat en la possibilitat de construir la màquina, igual que Newman, però abans de la guerra no coneixien cap manera pràctica de construir un ordinador amb programes arxivats. Na va ser fins l’arribada del Colossus que el somni de construir la màquina es va agafar a ells. Flowers havia establert decisivament i per primera vegada que la maquinària de computació electrònica de gran escala era practicable, i poc després del final de la guerra Turing i Newman es van embarcar separadament en projectes per crear la màquina universal de Turing físicament. Estanteries de components electrònics dels Colossus desmantellats van partir de Bletchley Park cap al laboratori de màquines computadores de Newman a Manchester. Els historiadors que no sabien de l'existència del Colossus tendien a assumir erròniament que Turing i Newman havien heretat la seva visió d’un ordinador electrònic del grup de l’ENIAC als Estats Units.

Fins i tot al mig de l’atac a Tunny, Newman estava pensant en la màquina universal de Turing. Va ensenyar a Flowers el document de Turing de 1936 sobre la màquina universal, ‘On Computable Numbers’, amb la seva idea clau de emmagatzemar simbòlicament les instruccions xifrades a la memòria, però Flowers, al no ser un expert en lògica matemàtica, “no va acabar d’entendre’l”. Hi ha un petit dubte de si cap a 1944 Newman ja s'havia decidit firmament a provar de construir la màquina universal de Turing utilitzant tecnologia electrònica. Era només una qüestió d’esperar a ‘poder sortir’. Al febrer de 1946, uns mesos després de la seva designació a la Universitat de Manchester, Newman va escriure al matemàtic americano-hongarès von Neumann, que també va ser fortament influenciat pel document de Turing el 1936 i que tenia un paper crucial en els desenvolupaments post-ENIAC que s'estaven fent als Estats Units:
"Estic... esperant embarcar-me en una secció de màquines computadores aquí, havent estat molt interessat en aparells electrònics d’aquesta mena durant els últims dos o tres anys. Fa 18 mesos aproximadament vaig decidir intentar construir una unitat de màquina quan sortís... Estic evidentment en contacte amb Turing".
La implicació de l'equipament electrònic de Flowers també va ser obvi per a Turing. Flowers va dir que un cop el Colossus estigués en funcionament, només era qüestió de l'espera de Turing per veure quina oportunitat es podia presentar per posar la idea de la màquina universal en pràctica. Cap a finals de la guerra, Turing s'havia format a si mateix sobre enginyeria electrònica. L'oportunitat de Turing va arribar el 1945, quan John R. Womersley, cap de la divisió de matemàtics del National Physical Laboratory a Londres, el va convidar a dissenyar i desenvolupar un ordinador digital electrònic amb programes emmagatzemats. L’informe tècnic de Turing ‘Proposed Electronic Calculator’, datat de finals de 1945 i que contenia el seu disseny per a l'ACE, Automatic Computing Machine, la seva màquina universal, va ser la primera especificació relativament completa d’un ordinador digital electrònic amb programes emmagatzemats. El document una mica anterior ‘First Draft os a Report on the EDVAC’ produïda cap al maig de 1945 per von Neumann, era molt més abstracte, deia molt poca cosa sobre programació, detalls de la maquinària o electrònica. (L’EDVAC era el successor de l’ENIAC, i havia de ser una màquina amb programes emmagatzemats; no va funcionar fins a 1952). Harry Huskey, l'enginyer electrònic que subseqüentment va dibuixar els primers dissenys de la maquinària detallada per l’EDVAC, va dir que ‘la informació que hi havia a ‘First Draft’ no va ser da cap ajuda’. Turing, en canvi, va subministrar dissenys detallats dels circuits, especificacions completes de les unitats de maquinària, programes mostra en codi de la màquina, i fins i tot una estimació del cost de la construcció de la màquina.
Turing va demanar a Flowers per construir la ACE, i el març de 1946 Flowers va dir que una ACE mínima estaria llesta cap a l’agost o setembre d’aquell any. Desafortunadament, Dollis Hill estava aclaparat per uns endarreriments de feina urgent en el sistema de telèfons nacional, i va causar que Flowers no pogués mantenir el seu horari. Al final va ser l'equip de Newman qui, el juny de 1948, va guanyar la cursa per construir el primer ordinador amb programes emmagatzemats. El primer programa, arxivat a una cara d’un tub de raigs catòdics com un patró de punts, va ser inserta de manera manual, dígit a dígit, utilitzant un panell d’interruptors. Les notícies que la màquina de Manchester havia funcionat amb un petit programa, de només 17 instruccions, per una tasca matemàticament trivial, va ser ‘rebut amb hilaritat’ per l'equip de Turing que treballava en un model de l’ACE molt més sofisticat.
Un model pilot de l’ACE va fer funcionar el seu primer programa el maig de 1950. Amb una velocitat d’operació de 1MHz, el model pilot de l’ACE va ser durant un temps l’ordinador més ràpid del món. Aquest va ser la base pels exitosos ordinadors DEUCE, que es van convertir en una pedra angular de la naixent industria britànica d’ordinadors.